# Paranaphoidea ponderosa
Paranaphoidea ponderosa är en stekelart som beskrevs av Girault 1913. Paranaphoidea ponderosa ingår i släktet Paranaphoidea och familjen dvärgsteklar. Inga underarter finns listade i Catalogue of Life.